# 다니엘 댄타스

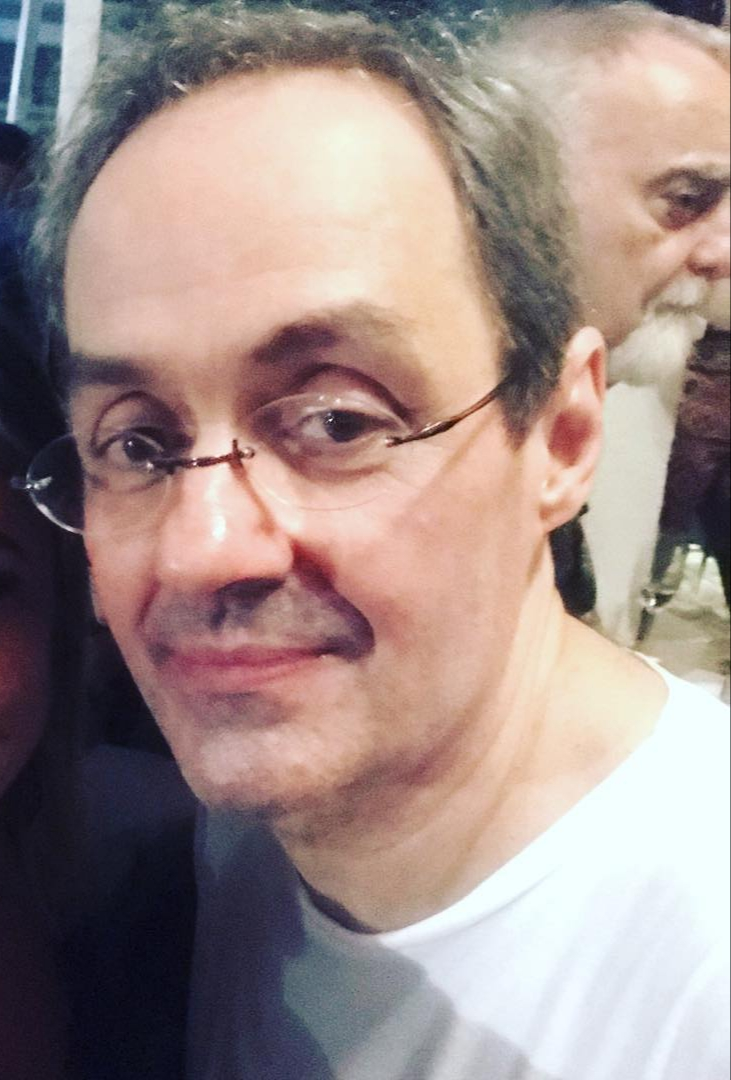

다니엘 댄타스(Daniel Dantas, 1954년 6월 28일 ~ )는 브라질의 배우, 텔레비전 배우이다.
리우데자네이루에서 태어났다.

## 영화
- BR 716 (2016년)
- 나와 우산 (2010년)
- 어린 창녀의 노래 (2009년)
- 스트레인저스 (2008년)
- 네이키드 맨 (1997년)